# Mounir Fatmi
 (juillet 2023).
 (juillet 2024).
Si vous disposez d'ouvrages ou d'articles de référence ou si vous connaissez des sites web de qualité traitant du thème abordé ici, merci de compléter l'article en donnant les références utiles à sa vérifiabilité et en les liant à la section « Notes et références ».
Mounir Fatmi, né en 1970 à Tanger, est un artiste multimédia marocain. Il vit entre Paris et Tanger. Il a étudié à l'Académie royale des beaux-arts d'Amsterdam.
Il travaille sur les matériaux en cours d’obsolescence et leurs avenirs incertains, il critique les mécanismes illusoires qui nous lient à la technologie, aux idéologies et leurs influences au sein d’une société en crise. En 2006, il est lauréat du prix Uriöt, Amsterdam, du grand prix de la biennale de Dakar et le prix de la biennale du Caire, en 2010.

## Biographie

### Jeunesse et recherche
Mounir Fatmi est né à Tanger au Maroc, en 1970. Il passe son enfance au marché aux puces du quartier de Casabarata, un des quartiers le plus pauvres de la ville, où sa mère vendait des vêtements pour enfants. Un environnement qui multiplie jusqu’à l’excès les objets de consommation en fin de vie, où les images et les sons se côtoient dans un univers foisonnant, presque étouffant. L’artiste voit par la suite cette enfance comme sa première éducation artistique et compare ce marché aux puces à un musée en ruine. Cette vision a également valeur de métaphore et exprime des aspects essentiels dans son travail.
Conscient de vivre dans une période de grande accélération, où les nouveaux médias comme les objets de consommation tombent rapidement en désuétude, il décide d’utiliser dans son travail les câbles d’antenne, les anciennes machines à écrire, les photocopieurs xérographiques, les livres religieux, ou les cassettes VHS. Tout en réfléchissant sur ces matériaux et leurs avenirs incertains, il considère ses œuvres comme de futures archives de médias. Il s’intéresse alors à l’idée de la mort programmée des objets et à l’effondrement de la société consumériste. Il développe sa recherche autour du concept « Ready Dead Media », qui consiste à travailler sur une archéologie expérimentale regroupant des fossiles de médias culturels. Une remise en question de la capacité des supports technologiques a assuré le transfert de connaissances d’une époque à une autre, d’une civilisation à une autre. Prédilection pour les « médias morts », expression empruntée à l’écrivain de science-fiction Bruce Sterling, qui pointe l’histoire de la technologie et son influence sur notre développement et notre culture populaire. Entre l’archéologie et l’archive, le biographique et le social, les œuvres de Mounir Fatmi, jouent avec les codes et préceptes de notre société sous le prisme de trois grands thèmes : le langage, l’architecture et la machine.

### Études et premières rencontres
En 1987, il quitte sa ville natale, son environnement familial, fuit le conservatisme de l’institution marocaine et part en Italie où il s’inscrit à l’école libre de nus et de gravure à l’académie des beaux-arts de Rome. Il découvre l’Europe et s’aperçoit de la nature problématique de la question identitaire. Sa conscience de la séparation, du poids de l’identité et de la nécessité du déplacement le pousse à examiner la situation d’être étranger à son propre contexte culturel, et à réfléchir sur le rôle de l’artiste au sein d’une société en crise. En 1989, il revient à Casablanca et sans grande conviction, il s’inscrit à l’école des beaux-arts qu’il quitte après trois mois. Il part à Tanger, où l’impression d’un environnement social limité, sur les plans matériels et culturels, perçoit chez lui un sentiment de révolte. Il s’intéresse à l’architecture modeste de sa maison d’enfance ainsi qu’à certains éléments de décoration qui vont le marquer durablement. Une photographie du roi Mohammed V, une calligraphie arabe et un exemplaire du Coran qu’il avait l’interdiction de toucher quand il était enfant. Il fait la connaissance de Mohamed Choukri qui lui présente Paul Bowles, ce dernier lui parle du travail calligraphique de Brion Gysin, les écrits de Burroughs, Ginsberg, Kerouac, Jean Genet. S’enrichit de multiples sources d’inspiration artistiques et intellectuelles en découvrant la littérature de la Beat Generation, qui lui redonne le désir de voyager, d’expérimenter et de prendre le risque de s’opposer à la majorité.

### Carrière professionnelle

#### Début de carrière
En 1990, Il travaille dans une agence de publicité à Casablanca où il finit par occuper le poste de directeur artistique. En faisant la promotion de produits de consommation, il expérimente le pouvoir rhétorique des discours publicitaires, et l’influence des images sur le public de consommateurs. Il déclare par la suite souffrir pendant toutes ces années « d’une véritable overdose d’images et de concepts stéréotypés » il développe alors une conscience critique vis a vis des stratégies esthétiques de la communication et de la circulation des informations. Il poursuit son activité artistique comme une forme de résistance et réalise en 1995 sa première série photographique Le Lien / The Link qui met en scène le domicile familial et suit le parcours d’un câble d’antenne qui traverse la terrasse, le balcon et qui arrive finalement à la télévision au cœur de la maison. En 1993, reçoit le premier prix de la 3e Biennale de la jeune peinture marocaine, pour la série Fragile/Communication et rencontre Catherine David, présidente du jury. À la fin de la même année, il déclare symboliquement sa mort artistique dans une interview au journal marocain L’Opinion, et efface la série Fragile / Communication qui devient Effacement / Mémorisation.
En 1995, il se fait connaître en dehors du Maroc grâce à son travail vidéo. Il est sélectionné à l’international videokunstpreis au ZKM à Karlsruhe, il reçoit plusieurs nominations et prix pour ses vidéos, notamment, en France, en Croatie et en Espagne. La vidéo Survival Signs, qui interroge les fonctions communicatives du langage et retrace de manière poétique l’histoire de la langue à travers les époques et les cultures, obtient le prix de la meilleure création vidéo au Festival international de Vidéo des iles Canaries. Il rencontre en 1999 le commissaire Jean-Louis Froment et participe à l’exposition « L’objet désorienté » au musée des Arts décoratifs de Paris, où il réalise la sculpture Les liaisons en hommage à Jackson Pollock en utilisant plus de cinq cents mètres de câbles d’antenne sur les murs et au sol. Il découvre les philosophes français du XXe siècle qui exerceront une influence durable sur son œuvre. Michel Foucault, Guy Debord, Claude Lévi-Strauss, Gilles Deleuze, Jacques Derrida à qui il rend hommage en 2007 en exposant au Jardin des Tuileries à Paris, l’installation J'aime l'Amérique, œuvre de déconstruction au sens derridien du terme, où il s’attache à démonter les concepts de l’identité et de la nation.

#### 1997-2000s
Dès 1997, Mounir Fatmi se heurte à de violentes réactions du milieu artistique marocain à cause de son projet Effacement / Mémorisation qui convie le public à voir les œuvres peintes avant leur effacement et disparition définitive. Une action perçue par le milieu de l’art marocain comme un véritable suicide artistique. En 2006 il reçoit la bourse de l'Académie royale des beaux-arts d'Amsterdam et montre l’installation Sortir de l'histoire en utilisant les archives des Black Panthers et les documents des écoutes du FBI qu’ont subi la plupart des membres du groupe.
En 2012, l’installation cinétique Technologia, inspirée des rotoreliefs de Marcel Duchamp et des calligraphies circulaires arabes devient rapidement l’objet d’une polémique autour des questions du blasphème et de la liberté d’expression, débat qui a retenu l’attention du public après que les pouvoirs publics mettent fin à l’installation et censure l’œuvre. La même année, la vidéo Sleep - Al Naim met en scène l’écrivain Salman Rushdie en images de synthèse en train de dormir est refusée dans plusieurs pays arabes, en Europe et au Maghreb. Jugé trop sensible elle est censurée en France par l’Institut du monde arabe et le centre d’art Villa Tamaris. Il co-écrit en 2015, le livre Ceci n'est pas un blasphème en collaboration avec le philosophe des médias Ariel Kyrou.

#### Expositions et prix
À partir de l’année 2000, plusieurs commissaires d’expositions s’intéressent à son travail. Il a collaboré entre autres avec Simon Njami, Jean-Hubert Martin, Okwui Enwezor, David Alliot, Fumio Nanjo, Jean de Loisy, Hou Hanru, Christian Bernard, Naomi Beckwith, Paul Ardenne, Pierre-Olivier Rollin.
Depuis 2003, son travail a été présenté au sein de nombreuses expositions personnelles, au Mamco de Genève, au Migros Museum für Gegenwarskunst de Zurich, au musée Picasso, la guerre et la paix, Vallauris, au FRAC Alsace à Sélestat, à la Fondazione Collegio San Carlo à Modène, à la Fondation AK Bank d’Istanbul, au Museum Kunstpalast de Düsseldorf, au MMP+ Marrakech et au Göteborgs Konsthall. Il a participé à plusieurs expositions collectives au Centre Georges Pompidou à Paris, au Brooklyn Museum à New York, au N.B.K. à Berlin, au Palais de Tokyo à Paris, au MAXXI à Rome, au musée d'Art Mori à Tokyo, au Museum on the Seam à Jérusalem, au Moscow Museum of modern art à Moscou, au Mathaf à Doha, au Hayward Gallery et Victoria and Albert Museum à Londres, au Van Abbemuseum à Eindhoven, au ZKM à Karlsruhe et au Nasher Museum of Art à Durham.
Ces installations ont été sélectionnées dans le cadre de plusieurs biennales, la 52e et la 57e Biennale de Venise, la 8e Biennale de Sharjah, la 5e et la 7e Biennale de Dakar, la 2e Biennale de Séville, la 5e Biennale de Gwangju, la 10e Biennale de Lyon, la 5e Triennale d’Auckland, au 10e et 11e Rencontres africaines de la photographie à Bamako ainsi que la 7e Biennale de Shenzhen & Hong Kong d'urbanisme et d'architecture. En 2018, il reconstruit sa maison d’enfance du quartier Casabarata à la Triennale japonaise Echigo –Tsumari.
Il a reçu plusieurs prix dont le prix de la Biennale du Caire, en 2010, le Uriöt prize, Amsterdam, ainsi que le prix Senghor de la 7e Biennale de Dakar en 2006 et sélectionnée pour le prix Jameel, du Victoria and Albert Museum, à Londres en 2013

## Sélection d'œuvres
- Embargo, 1997
- Body bags, 1999
- Bordersickness, 2001
- May God Forgive me, 2001-2004
- Obstacle, 2004
- Hard head, 2006
- Out of history, 2006
- Underneath, 2007
- I like America, 2007
- Keeping faith, 2007
- Maximum Sensation, 2010
- Les Temps modernes, Une Histoire de la Machine, 2009-2010
- Mehr Licht!, 2009-2011
- Impossible Union, 2011
- The Journey of Claude Levi-Strauss, 2013
- Motherland 01, 2013
- The Paradox, 2013
- History is not mine, 2013-2014
- Deconstruction Structure 01, 2014-2015
- The index and the machine 01, 2015-2016
- Inside the Fire Circle, 2017
- Everything Behind Me, 2018
- Casabarata, 2018
- Dead Memory, 2019
- Autopsia, 2019
- All that I lost, 2019

### Vidéos, courts-métrages
- Survival Signs, 1998
- Festin, hommage à William Burroughs, 2002
- Les égarés, 2003-2004
- Les Ciseaux, 2003
- Manipulation, 2004
- Commercial, 2004
- L'homme sans cheval, 2004
- Histoire de l'histoire, 2006
- Architecture Now!, 2010
- The Beautiful Language, 2010
- Sleep Al Naim, 2011
- History is not mine, 2013
- In the Face of Silence, 2014
- Nada - Dance with the Dead, 2016
- Across the Moon, 2017
- The Human Factor, 2018

## Publications

### Livres numériques
- Signes de Survie (2017)[mf 9]
- The missing Show (2018)[mf 10]
- C’est encore la nuit (2018)[mf 11]
- The Process (2019)[mf 12]
- The White Matter (2019)[mf 13]
- The Day of the Awakening (2019)[mf 14]
- 180° Behind Me (2019)[mf 15]
- Transition State (2020)[mf 16]
- Peripheral Vision (2020)[mf 17]
- Garder la Foi, Continuer à Dessiner (2020)[mf 18]
- Fragmented Memory (2020)[mf 19]
- The Index and The Machine (2020)[mf 20]
- Une Pensée Sauvage (2020)[mf 21]
- Ils étaient aveugles, ils ne voyaient que des images (2020)[mf 22]
- Inside the Fire Circle (2020)[mf 23]
- Suspect Language (2020)[mf 24]
- Ghosting (2020)[mf 25]
- Kissing Circles (2020)[mf 26]
- History is not mine (2020)[mf 27]
- Intersections (2020)[mf 28]
- Oriental Accident (2020)[mf 29]
- Seeing is Believing (2020)[mf 30]
- Light and Fire (2021)[mf 31]
- Art of War (2021)[mf 32]
- Something is Possible (2021)[mf 33]
- Between the Lines (2021)[mf 34]
- Connexion (2021)[mf 35]
- Fuck Architects: Chapter 1 (2021)[mf 36]
- La Ligne Droite (2021)[mf 37]
- Tête Dure (2021)[mf 38]
- In Search of Paradise (2021)[mf 39]
- Les Cercles de Baisers (2021)[mf 40]
- La Lumière Aveuglante (2021)[mf 41]
- Construire L'Illusion (2021)[mf 42]
- L’union (Im)Possible (2021)[mf 43]

## Expositions

### Expositions personnelles
- 1999 : « Liaisons et déplacements », Musée des Arts Décoratifs, Paris
- 2003 : « Obstacles, next flag », Migros Museum, Zurich
- 2004 : « Comprendra bien qui comprendra le dernier », Centre d'art contemporain Le Parvis, Ibos
- 2007 :
  - « Sans histoire », Musée Picasso, la guerre et la paix, Vallauris
  - « Fuck Architects : chapter I », Lombard-Freid Projects, New York
  - « Something is possible », Shoshana Wayne Gallery, Los Angeles
  - « J’aime l’Amérique, la maison rouge », Fondation Antoine de Galbert, Paris
- 2008 :
  - « Fuck architects: chapter III », Biennale de Bruxelles, Belgique
  - « Fuck architects : chapter II », Centre d'art contemporain Le Creux de l'enfer, Thiers
- 2009 :
  - « Fuck architects: chapter III », FRAC Alsace, Sélestat
  - « Minimalism is capitalist », Galerie Conrads, Düsseldorf
- 2010 :
  - « Seeing is believing », Galerie Hussenot, Paris
  - « The Beautiful Language », Galerie Ferdinand van Dieten, Amsterdam
- 2011 :
  - « Megalopolis », AKBank Sanat, Istanbul
  - « Linguaggi Costituenti », Fondazione Collegio San Carlo, Modène
  - « The Angel's Black Leg », Galerie Conrads, Düsseldorf
- 2012 :
  - « Kissing Circles », Shoshana Wayne Gallery, Santa Monica
  - « Suspect Language », Goodman Gallery, Le Cap
  - « Oriental Accident », Lombard Freid Projects, New York
- 2013 :
  - « History is Not Mine », Paradise Row, Londres[5],[6]
  - « Spot On: Mounir Fatmi », Museum Kunst Palast, Düsseldorf
  - « Le Voyage de Claude Lévi-Strauss », Institut Français, Casablanca
  - « La Ligne Droite », Galerie Fatma Jellal, Casablanca
  - « The Blinding Light », Analix Forever, Genève
  - « Post Tenebras Lux », Festival A-Part, Les Baux-de-Provence
  - « Intersections », Keitelman Gallery, Bruxelles
- 2014 :
  - « Walking on the light », CCC - Centre de Création Contemporaine, Tours
  - « Light & Fire », ADN Galeria, Barcelone
  - « Art of War », ADN Platform, Sant Cugat del Vallès
  - « They were blind, they only saw images », Galerie Yvon Lambert, Paris
  - « The Kissing Circles », Analix Forever, Genève
- 2015 :
  - « Permanent Exiles », MAMCO, Genève
  - « History is not mine », Metavilla, Bordeaux
  - « Art et Patrimoine: C'est encore la nuit », Prison Qara - Institut Français de Meknès, Maroc
  - « Modern Times », Miami Beach Urban Studios Gallery - Florida International University, Miami Beach
  - « Constructing Illusion », Analix Forever, Genève
- 2016 :
  - « The Index and The marchine », ADN Platform, Sant Cugat del Vallès
  - « A Savage Mind », Keitelman Gallery, Bruxelles
  - « Depth of Field », Labanque, Béthune
  - « Darkening Process », The Marrakech Museum for Photography and Visual Arts, Marrakech, Maroc
- 2017 :
  - « Transition State », Officine dell'Immagine, Milan
  - « Peripheral Vision », Art Front Gallery, Tokyo
  - « Ghosting », Galerie De Multiples, Paris
  - « (IM)possible Union », Analix Forever Gallery, Genève
  - « Survival Signs », Jane Lombard Gallery, New York
  - « Le Pavillon de l’exil », Galerie Delacroix, Tanger
  - « Fragmented Memory », Goodman Gallery, Johannesbourg
  - « Inside the Fire Circle », Lawrie Shabibi , Dubaï
  - « Darkening Process », Analix Forever Gallery, Genève
  - « Under the Skin », Maisons des Arts du Grütli, Genève
- 2018 :
  - « The Human Factor », Tokyo Metropolitan Teien Art Museum, Tokyo
  - « The Day of the Awakening », CDAN Museum - Centro de Arte Y Naturaleza, Huesca
  - « 180° Behind Me », Göteborgs Konsthall, Göteborg
- 2019 :
  - « The White Matter », Galerie Ceysson & Bénétière, Paris
  - « The Process », Wilde Gallery, Genève
  - « Keeping Faith, Keeping Drawing », Analix Forever, Genève
- 2021 : « The Observer Effect », ADN Galeria, Barcelone

### Expositions collectives
- 1999 :
  - « L’objet désorienté », musée des arts décoratifs, Paris
  - 7e biennale art media, Wroclaw
  - « Regards Nomades », FRAC Franche-Comté - musée des beaux-arts, Dole
- 2000 :
  - 5e biennale de Dakar, Dakar
  - UC Berkeley & Pacific Film Archive, San Francisco
  - Biennale Arte Vidéo tv, Bologne
- 2004 :
  - « A drop of water, a grain of dust », Biennale de Gwangju, Gwangju
  - « Inventaire contemporain II », galerie nationale du jeu de paume, Paris
  - « Africa Remix, contemporary art of a continent », museum kunst palast, Düsseldorf
  - « Nearer the near east, a public space project », Schirn kunsthalle frankfurt, Francfort
- 2005 :
  - « Africa Remix, l'art contemporain d'un continent », Centre Georges Pompidou, Paris
  - « Meeting Point », the Stenersen Museum, Oslo
  - « Tourist class », Konstmuseum, Malmö
  - « Marokko Kunst & Design », musée du monde, Rotterdam
  - « Africa Remix, contemporary art of a continent », Hayward Gallery, Londres
- 2006 :
  - 2e biennale de Séville, « the unhomely, phantom scenes in global society », Séville
  - « Africa Remix, Contemporary art of a continent », moderna museet, Stockholm
  - « Absolumental », Les Abattoirs, Toulouse
  - The photographers gallery, « explorations in film & vidéo », Londres
  - « Courants alternatifs », Le Parvis, Ibos & CAPC musée d'art contemporain, Bordeaux
  - « Africa Remix, Contemporary art of a continent », Mori Art Museum, Tokyo
- 2007 :
  - 52e Biennale de Venise, Italie
  - 8e biennale de Sharjah, « art, ecology and the politics of change », Dubaï
  - « Africa Remix », Johannesburg Art Gallery, Johannesbourg
  - Biennial, international art exhibition, Nadezda Petrovic Memorial, Cacak, Serbie
- 2008 :
  - « Paradise Now!, essential French avant-Garde Cinema 1890-2008 », Tate Modern, Londres
  - « Looking Forward to hearing from you », Musée Gounaropoulos, Athènes
  - « Flow », Studio Museum in Harlem, New York
  - « Traces du sacré », Centre Georges Pompidou, Paris, Haus der Kunst, Munich
  - « Visionary Tales of a Balanced Earth », Musée de Nouvelle-Zélande Te Papa Tongarewa, Wellington
  - « Attempt to exhaust an African place », Santa Monica Art Center, Barcelone
- 2009 :
  - « The Spectacle of the Everyday », Xe Biennale de Lyon, musée d'art contemporain, Lyon
  - 8e rencontres photographiques de Bamako, Bamako, Mali
  - « America », Beirut Art Center, Beyrouth
  - « The Storyteller », Salina Art Center, Salina
  - « After Architecture: Tipologies de Després », Santa Monica Art Center, Barcelone
  - « Planète Cerveau », musée Denys-Puech, Rodez
- 2010 :
  - 13e Biennale du Caire, Le Caire
  - « Unexpected, Unerwartet », Kunstmuseum Bochum, Bochum
  - « Res publica », Moscow museum of modern art, Moscou
  - Biennale Cuvée, Offenes Kulturhaus, Linz
  - « Silence_Storm », International triennial of contemporary art, Izmir
  - « The Storyteller », The New School, New York
  - « Shadow Dance », KAdE, Amersfoort
- 2011 :
  - « The Future of a promise », 54e Biennale de Venise, Venise
  - « Unfolding Tales », Brooklyn Museum, New York
  - « Told, Untold, Retold, Mathaf », Arab Museum of Modern Art, Doha
  - « A Rock and a Hard Place », 3e Biennale de Thessalonique, Thessalonique
  - « Inspiration Dior », Musée des Beaux Arts Pouchkine, Moscou
  - « Une terrible beauté est née », 11e Biennale de Lyon, Lyon
  - « West end? », Museum on the Seam, Jerusalem
  - « Terrible Beauty: Art, Crisis, Change », Dublin Contemporary 2011, Dublin
- 2012 :
  - « Unfolding Tales », The Brooklyn Museum, Brooklyn
  - « Beyond Memory », Museum on the Seam, Jérusalem
  - « In Other Words/ Blackmarket of Translation », NGBK, Berlin
  - « Machines – les Formes du mouvement », Manif d’Art 6, Québec
  - « L’histoire est à moi ! », Le Printemps de septembre, Toulouse
  - « Unrest », Apexart, New York
  - « Transit », Modern Museum of Art, Salvadore de Bahia, Brésil
  - « Contemporary practices and Social Dynamics », Biennale de Dakar
- 2013 :
  - « Ici, Ailleurs », Marseille-Provence 2013, Capitale européenne de la Culture
  - « 25 years of arab creativity », Emirates Palace, Abu Dhabi
  - « If you were to live here », 5e Triennale d'Auckland
  - « The Progress of Love », The Menil Collection, Houston
  - « Re-Orientation », 2e Biennale de la Méditerranée, Sakhnin
  - « Le Pont », Musée d’Art Contemporain, Marseille
- 2014 :
  - « Sculpture du Sud », Fondation VIlla Datris, L'Isle-sur-la-Sorgue[7]
  - « Des choses en moins, des choses en plus », Palais de Tokyo, Paris
  - « Views from inside », Fotofest Biennial 2014, Houston
  - « Arab Contemporary, architecture, culture and identity », Louisiana, Museum of Modern Art, Humblaek
  - « Memory, Place, Desire », Cantor Fitzgerald Gallery - Haverford College, Haverford
  - « 1914-2014 Cent ans de création au Maroc », Musée MMVI, Rabat
  - « Jameel Prize 3 », Hermitage-Kazan Museum, Kazan, Tatarstan
  - « Jameel Prize 3 », New Manege, Moscow
  - « Le Maroc Contemporain », Institut du Monde arabe, Paris
- 2015 :
  - « Telling Time », 10e Biennale Africaine de la Photographie, Bamako
  - « Between the Pessimism of the Intellect and the Optimism of the Will », 5e Biennale de Thessalonique, Thessalonique
  - « La Fabrique de l'homme moderne, en résonance avec la Biennale de Lyon », La FabriC, espace d'art contemporain, Fondation Salomon, Annecy
  - « Test Exposure », 16e International Media Art Biennial WRO, Wroclaw
  - « Traces of the Future », MMP+, The Marrakech Museum for Photography and Visual Arts, Marrakech
  - « Jameel Prize 3 », The National Library, Singapore
  - « Who said tomorrow doesn't exist? », 1st Trio Biennial, Rio de Janeiro
  - « Diverse works: Director's Choice, 1997-2015 », The Brooklyn Museum, Brooklyn
  - « A REPUBLIC OF ART : French Regional Collections of contemporary Art. From the 80's to Today », Stedelijk Van Abbemuseum, Eindhoven
- 2016 :
  - Setouchi Triennale 2016, Awashima Community Area, Japon
  - « Fundamental », 5th Mediations Biennale 2016, Poznań
  - « Essentiel Paysage », Musée d'art contemporain africain Al Maaden, Marrakech
  - « On the Origins of Art », MONA - Museum of Old and New Art, Hobart
  - « Nothing but blue skies, retour sur l'image médiatique du 11 septembre », Rencontres de la photographie d'Arles, Arles
  - « Exile Pavilion », Archives nationales, hôtel de Soubise, Paris
  - « Al-tiba9 », Bardo National Museum, Alger
  - « En garde, l’art s’engage ! », musée Bartholdi, Colmar
  - 25e édition de L'art dans les chapelles, Galerie Jean Fournier, Paris
  - « Expérience sonore », musée d'Art moderne de Troyes, Troyes
- 2017 :
  - Pavillon tunisien : « The Absence of Paths », 57e Biennale de Venise, Venise
  - 7e Biennale d'Architecture de Shenzhen, Nantou Old Town, Shenzhen
  - Rencontres de Bamako, 11eme Biennale Africaine de la Photographie, Bamako
  - « Diaspora Now », Gifu Museum, Gifu
  - « Newwwar. It’s Just a Game? », Bandjoun Station, Bandjoun
  - « Miroir, miroir », Mudac, Lausanne
  - « Le monde et le reste », Galerie Ceysson & Bénétière, Paris
  - « Lettres ouvertes, de la calligraphie au street-art », Institut des Cultures d’Islam, Paris
  - « Independently », Keitelman Gallery, Bruxelles
- 2018 :
  - Echigo Tsumari Art Triennale, Echigo Tsumari, Niigata
  - Biennale Agora d'Architecture de Rabat, Culée Creuse, Rabat
  - « L'heure Rouge », 13e Biennale de Dakar, Dakar
  - « Le Pavillon de l'Exil » - Off de la Biennale de Dakar, Institut Français de Saint Louis, Saint Louis
  - « People Get Ready », Nasher Museum of Art at Duke University, Durham
  - « Revolution Generations », Mathaf Arab Museum of Modern Art, Doha
  - « Second Life », Musée d'Art Contemporain Africain Al Maaden (MACAAL), Marrakech
  - « A Journey to Freedom », The Tasmanian Museum and Art Gallery , Hobart
  - « BRIC-à-brac | The Jumble of Growth », Galleria Nazionale d’Arte Moderna e Contemporanea, Rome
  - « Motherland in Art », Museum of Contemporary Art in Krakow, Krakow
  - « 40 ans de collection et un film documentaire de 60 min », Fondation Fernet-Branca, Saint-Louis
- 2019 :
  - Setouchi Triennale 2019, Awashima Island
  - « SCREEN IT », Stadstriennale Hasselt Genk 5, Hasselt
  - « Silent Narratives », Museum of Contemporary Art, Yinchuan
  - « Al-Tiba9 », MAMA, Alger
  - « Prête-moi ton Rêve », Musée de Civilisations noires de Dakar, Dakar
  - « Miroir collectif », Musée Bank Al-Maghrib, Rabat
  - « Une collection d'art contemporain », Musée des Beaux-arts de Carcassonne, Carcassonne
  - « Nous sommes contemporains », L'ar[T]senal, Centre d'art contemporain, Dreux
  - « Collecting in the 21st century, If an accumulation reflects a life », Collection Lambert, Avignon
- 2020 :
  - « Our world is burning », Palais de Tokyo, Paris
  - « The Pope », MOCAK, Cracovie
  - Altai Biennale, Altai Republic
  - « Prête-moi ton Rêve », Musée des cultures contemporaines Adama Toungara d’Abobo, Abidjan
  - « RECYCLER / SURCYCLER », Fondation Villa Datris, L'Isle-sur-la-Sorgue
  - « The Light House », Boghossian Foundation - Villa Empain, Bruxelles
  - « La Colère de Ludd », BPS22, Charleroi
  - « Traces du vivant », Musée des confluences, Lyon
  - « Rock me Baby », CACY, Yverdon-les-Bains
  - Paris Weekend Gallery, Ceysson & Bénétière, Paris
  - « …possibilité d’action », Métavilla, Bordeaux
  - « La Vague blanche », Galerie 38, Casablanca
  - « Touriste! », Espace d'Art Plastique, Mitry-Mory
  - « Glitch », Margo Veillon Gallery Tahrir Cultural Center, AUC, Le Caire

## Distinctions
- 1993 : 1er Prix, 3rd Biennal of young painting, Wafabank Foundation, Casablanca
- 1998 : Prix Video-creation, Canarias Mediafest, Las Palmas de Gran Canaria
- 2006 : 
  - L'Uriôt Prize[1] de l'Académie royale des beaux-arts d'Amsterdam[8] ;
  - Grand Prix Léopold Sédar Senghor de la Biennale de Dakar[1].
- 2010 : Prix de la Biennale du Caire[1].
- 2014 : Shortlisted Jameel Prize 3, Victoria and Albert Museum, Londres[9]

### Renvois vers le site de Mounir Fatmi
1. ↑  Notice de l'œuvre Le Lien / The Link, sur le site de l'artiste.
2. ↑  Notice de l'œuvre Fragile / Communication, sur le site de l'artiste.
3. ↑  Notice de l'œuvre Survival Signs, sur le site de l'artiste.
4. ↑  Notice de l'œuvre J'aime l'Amérique, sur le site de l'artiste.
5. ↑  Notice de l'œuvre Sortir de l'histoire, sur le site de l'artiste.
6. ↑  Notice de l'œuvre Technologia, sur le site de l'artiste.
7. ↑  Notice de l'œuvre Sleep - Al Naim, sur le site de l'artiste.
8. ↑  Notice de l'ouvrage Ceci n'est pas un blasphème, sur le site de l'artiste.
9. ↑  Notice de l'œuvre Signes de Survie, sur le site de l'artiste.
10. ↑  Notice de l'œuvre The missing Show, sur le site de l'artiste.
11. ↑  Notice de l'œuvre C’est encore la nuit, sur le site de l'artiste.
12. ↑  Notice de l'œuvre The Process, sur le site de l'artiste.
13. ↑  Notice de l'œuvre The White Matter, sur le site de l'artiste.
14. ↑  Notice de l'œuvre The Day of the Awakening, sur le site de l'artiste.
15. ↑  Notice de l'œuvre 180° Behind Me, sur le site de l'artiste.
16. ↑  Notice de l'œuvre Transition State, sur le site de l'artiste.
17. ↑  Notice de l'œuvre Peripheral Vision, sur le site de l'artiste.
18. ↑  Notice de l'œuvre Garder la Foi, Continuer à Dessiner, sur le site de l'artiste.
19. ↑  Notice de l'œuvre Fragmented Memory, sur le site de l'artiste.
20. ↑  Notice de l'œuvre The Index and The Machine, sur le site de l'artiste.
21. ↑  Notice de l'œuvre Une Pensée Sauvage, sur le site de l'artiste.
22. ↑  Notice de l'œuvre Ils étaient aveugles, ils ne voyaient que des images, sur le site de l'artiste.
23. ↑  Notice de l'œuvre Inside the Fire Circle, sur le site de l'artiste.
24. ↑  Notice de l'œuvre Suspect Language, sur le site de l'artiste.
25. ↑  Notice de l'œuvre Ghosting, sur le site de l'artiste.
26. ↑  Notice de l'œuvre Kissing Circles, sur le site de l'artiste.
27. ↑  Notice de l'œuvre History is not mine, sur le site de l'artiste.
28. ↑  Notice de l'œuvre Intersections, sur le site de l'artiste.
29. ↑  Notice de l'œuvre Oriental Accident, sur le site de l'artiste.
30. ↑  Notice de l'œuvre Seeing is Believing, sur le site de l'artiste.
31. ↑  Notice de l'œuvre Light and Fire, sur le site de l'artiste.
32. ↑  Notice de l'œuvre Art of War, sur le site de l'artiste.
33. ↑  Notice de l'œuvre Something is Possible, sur le site de l'artiste.
34. ↑  Notice de l'œuvre Between the Lines, sur le site de l'artiste.
35. ↑  Notice de l'œuvre Connexion, sur le site de l'artiste.
36. ↑  Notice de l'œuvre Fuck Architects: Chapter 1, sur le site de l'artiste.
37. ↑  Notice de l'œuvre La Ligne Droite, sur le site de l'artiste.
38. ↑  Notice de l'œuvre Tête Dure, sur le site de l'artiste.
39. ↑  Notice de l'œuvre In Search of Paradise, sur le site de l'artiste.
40. ↑  Notice de l'œuvre Les Cercles de Baisers, sur le site de l'artiste.
41. ↑  Notice de l'œuvre La Lumière Aveuglante, sur le site de l'artiste.
42. ↑  Notice de l'œuvre Construire L'Illusion, sur le site de l'artiste.
43. ↑  Notice de l'œuvre L’union (Im)Possible, sur le site de l'artiste.

### Télévision
- La 23e dimension, Numéro 23, du 2 juin 2013 (voir en ligne).
- Arte Tv, Atelier a Mounir Fatmi, France, 2016 (voir en ligne).

#### Bases et dictionnaires
- Site officiel
- Ressources relatives aux beaux-arts :   - Delarge
  - RKDartists
  - Union List of Artist Names
- Ressource relative à l'audiovisuel :   - Africultures
- Notices d'autorité :   - VIAF
  - ISNI
  - BnF (données)
  - IdRef
  - LCCN
  - GND
  - Pays-Bas
  - Israël
  - Tchéquie
  - WorldCat

#### Galeries
- Mounir Fatmi, sur le site de la galerie Ceysson&Benetiere.
- (en) Mounir Fatmi, sur le site de la galerie Art Front Gallery.
- (en) Mounir Fatmi, sur le site de la galerie Jane Lombard Gallery.
- (en) Mounir Fatmi, sur le site de la galerie Shoshana Wayne.
- (en) Mounir Fatmi, sur le site de la galerie Galerie Conrads.
- (en) Mounir Fatmi, sur le site de la galerie Analix Forever.
- (en) Mounir Fatmi, sur le site de la galerie Wilde Gallery.